# Наримановский район (Астраханская область)
Нарима́новский райо́н — административно-территориальная единица (район) и муниципальное образование (муниципальный район) в Астраханской области России.
Административный центр — город Нариманов.

## География
Наримановский район расположен в юго-западной части Прикаспийской низменности на правом берегу реки Волги с сильным выступом в северо-западную часть области и граничит на востоке с землями Харабалинского, Красноярского, Приволжского районов и городом Астраханью, на севере — с Енотаевским районом, на западе — с Республикой Калмыкия, на юге — с Лиманским и Икрянинским районами.

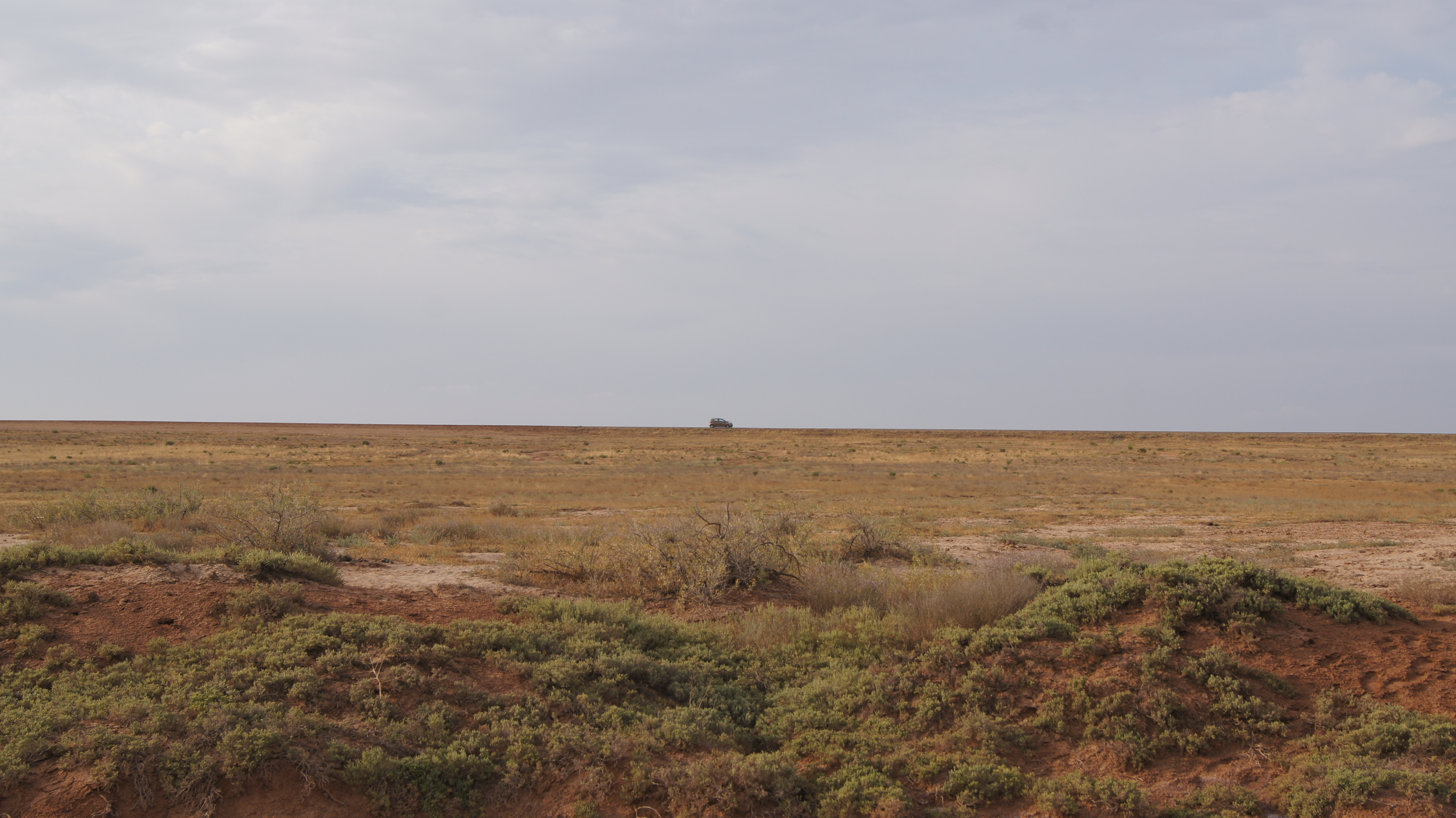
Полупустынный пейзаж района.

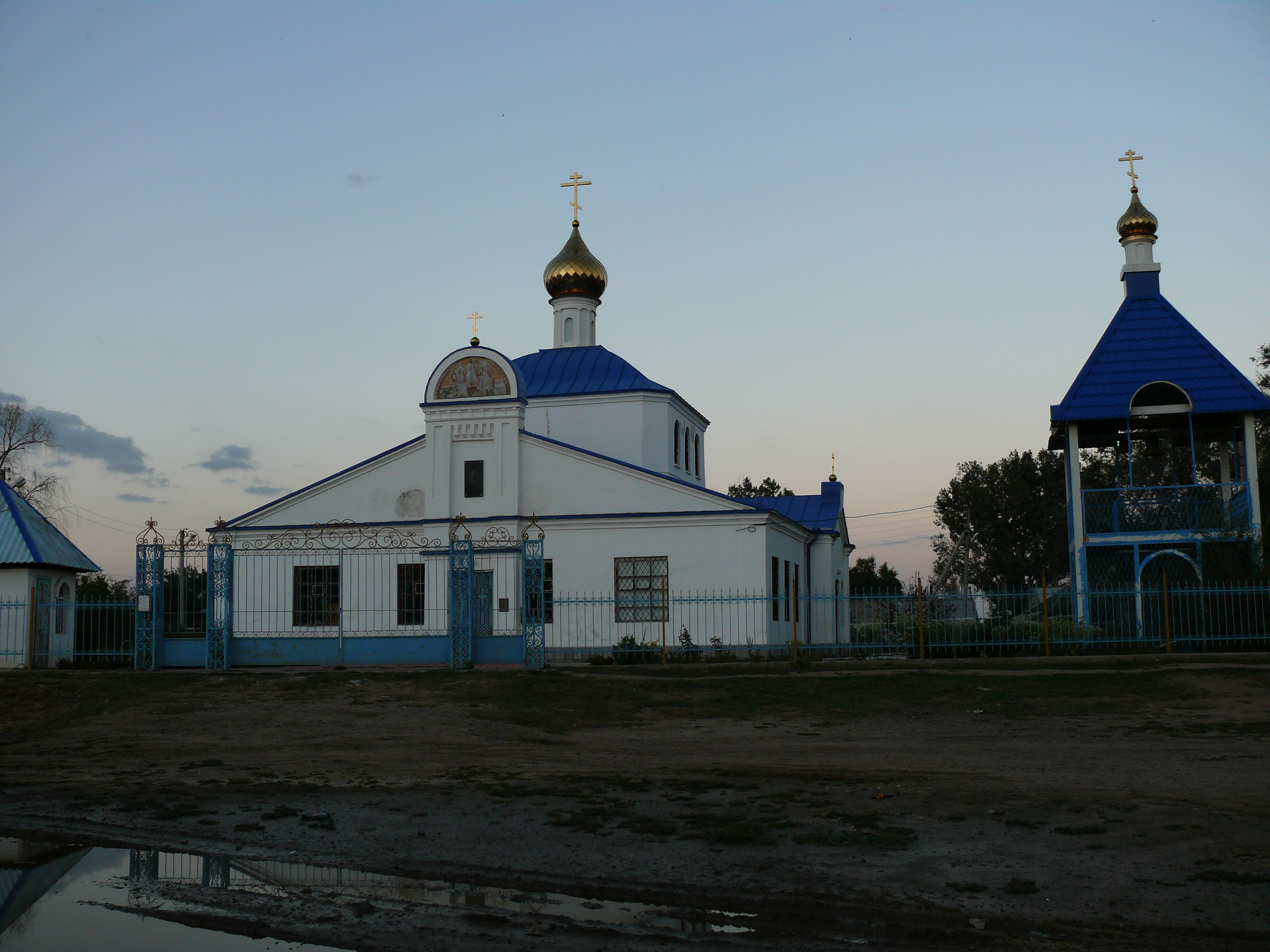
Николаевская церковь в селе Разночиновка (постройки начала XX века)

Территория района в основном расположена в Правобережной степи ниже уровня мирового океана за исключением некоторых Бэровских бугров, в зоне западных подстепных ильменей (ЗПИ). Незначительная часть территории располагается в вершине дельты и в южной части Волго-Ахтубинской поймы. Общая протяженность границы района свыше 400 км. Площадь района 6,1 тыс. км². Плотность населения составляет 7,4 чел. на 1 км².

## История
Наримановский (татаро-ногайский национальный) район был образован на территории бывшего Астраханского района постановлением Президиума ВЦИК от 30.08.1931 года с административным центром в селении Зацарёво в составе Астраханского межрайона Нижневолжского края (с 1934 года — в составе Астраханского межрайона Сталинградского края (с 1937 года — Астраханского округа Сталинградской области).
В декабре 1943 года на основании указа Президиума ВС СССР от 27.12.1943 года Наримановский район включён в состав новой Астраханской области. С 1957 года в связи с включением села Зацарёво (на основании Указом Президиума ВС РСФСР от 17.10.1957 года) в черту Астрахани функции районного центра стала выполнять Астрахань. В 1963 году к Наримановскому району был присоединён Приволжский район (указ Президиума Верховного Совета РСФСР от 7 февраля 1963 года № 67 «Об укрупнении сельских районов»), административный центр перенесён в рабочий посёлок Приволжский. В 1965 году в связи с включением рабочего посёлка Приволжский в черту Астрахани функции административного центра района снова стал выполнять областной центр.
В 1980 году из состава района выделен новый Приволжский район с административным центром в селе Началово (в отличие от ранее упразднённого, располагавшегося большей частью на правобережье Волги, новый Приволжский район полностью расположен на левом берегу Волги, традиционно называющимся Заволжье). Указом Президиума ВС РСФСР от 31.03.1983 года административный центр Наримановского района из города Астрахани был перенесен рабочий посёлок Нижневолжский. Указом Президиума ВС РСФСР от 19.10.1984 года рабочий посёлок Нижневолжский был преобразован в город Нариманов.
С 1 января 2006 года в соответствии с Законом Астраханской области № 43/2004-ОЗ от 6 августа 2004 года в составе района образовано 13 муниципальных образований: 1 городское и 12 сельских поселений.

## Население
| 1959    | 1970    | 1979    | 1989    | 2002    | 2003    | 2004    | 2005    | 2006    |
| ------- | ------- | ------- | ------- | ------- | ------- | ------- | ------- | ------- |
| 24 719  | ↗62 700 | ↗69 282 | ↘43 332 | ↗44 077 | ↘44 000 | ↘43 400 | ↗43 500 | ↗43 900 |
| 2007    | 2008    | 2009    | 2010    | 2011    | 2012    | 2013    | 2014    | 2015    |
| ↗44 100 | ↗45 000 | ↗45 895 | ↘45 457 | ↘45 435 | ↗45 866 | ↗46 250 | ↗46 868 | ↗47 737 |
| 2016    | 2017    | 2018    | 2019    | 2020    | 2021    | 2024    |         |         |
| ↘47 668 | ↗47 951 | ↗48 159 | ↗48 223 | ↘47 547 | ↗48 323 | ↘47 528 |         |         |

### Урбанизация
В городских условиях (город Нариманов) проживают 23,36 % населения района.

### Национальный состав
По данным Всероссийской переписи населения 2010 года:
| Национальность | Численность (чел.) | Процентное соотношение |
| -------------- | ------------------ | ---------------------- |
| Русские        | 18 729             | 41,20%                 |
| Казахи         | 10 285             | 22,61%                 |
| Татары         | 10 165             | 22,16%                 |
| Цыгане         | 933                | 2,05%                  |
| Даргинцы       | 917                | 2,02%                  |
| Турки          | 736                | 1,62%                  |
| Калмыки        | 714                | 1,57%                  |
| Чеченцы        | 600                | 1,32%                  |
| Другие         | 2 023              | 4,45%                  |
| Не указали     | 455                | 1,00%                  |
| Всего          | 45 457             | 100,00%                |

По итогам переписи населения 2020 года проживали следующие национальности (национальности менее 0,1 % и другое см. в сноске к строке «Другие»):
| Национальность   | Численность, чел. | Доля     |
| ---------------- | ----------------- | -------- |
| Русские          | 19 243            | 39,82 %  |
| Казахи           | 11 238            | 23,26 %  |
| Татары           | 8418              | 17,42 %  |
| Цыгане           | 1053              | 2,18 %   |
| Даргинцы         | 823               | 1,70 %   |
| Турки            | 545               | 1,13 %   |
| Калмыки          | 475               | 0,98 %   |
| Турки-месхетинцы | 384               | 0,79 %   |
| Чеченцы          | 379               | 0,78 %   |
| Азербайджанцы    | 301               | 0,62 %   |
| Ногайцы          | 245               | 0,51 %   |
| Лезгины          | 165               | 0,34 %   |
| Таджики          | 151               | 0,31 %   |
| Аварцы           | 134               | 0,28 %   |
| Армяне           | 116               | 0,24 %   |
| Узбеки           | 99                | 0,20 %   |
| Кумыки           | 96                | 0,20 %   |
| Украинцы         | 95                | 0,20 %   |
| Другие           | 4363              | 9,04 %   |
| Итого            | 48 323            | 100,00 % |

## Административное деление
Наримановский район как административно-территориальная единица включает в свой состав 1 город районного значения и 11 сельсоветов.
В Наримановский район как муниципальное образование со статусом муниципального района входят 12 муниципальных образований, в том числе 1 городское и 11 сельских поселений:
| №        | Муниципальное образование     | Административный центр | Количество населённых пунктов | Население | Площадь, км² |
| -------- | ----------------------------- | ---------------------- | ----------------------------- | --------- | ------------ |
| 1e-06    | Городское поселение:          |                        |                               |           |              |
| 1        | город Нариманов               | город Нариманов        | 1                             | ↗11 104   | 27.62        |
| 1.000002 | Сельские поселения:           |                        |                               |           |              |
| 2        | Астраханский сельсовет        | посёлок Буруны         | 6                             | ↗2988     | 874.55       |
| 3        | Ахматовский сельсовет         | село Тулугановка       | 4                             | ↘1268     | 118.63       |
| 4        | Барановский сельсовет         | село Барановка         | 2                             | ↗1074     | 137.33       |
| 5        | Волжский сельсовет            | село Волжское          | 3                             | ↗3888     | 1698.47      |
| 6        | Линейнинский сельсовет        | село Линейное          | 6                             | ↗2423     | 710.69       |
| 7        | Николаевский сельсовет        | село Николаевка        | 1                             | ↘1378     | 29.60        |
| 8        | Прикаспийский сельсовет       | посёлок Прикаспийский  | 5                             | ↘1489     | 998.96       |
| 9        | Разночиновский сельсовет      | село Разночиновка      | 2                             | ↗1909     | 587.76       |
| 10       | Рассветский сельсовет         | село Рассвет           | 4                             | ↗2384     | 213.73       |
| 11       | Солянский сельсовет           | село Солянка           | 7                             | ↗8312     | 549.43       |
| 12       | Старокучергановский сельсовет | село Старокучергановка | 5                             | ↗10 106   | 178.68       |

Законом Астраханской области от 1 августа 2016 года Курченский сельсовет и Линейнинский сельсовет преобразованы в Линейнинский сельсовет с административным центром в селе Линейное.

## Населённые пункты
В Наримановском районе 46 населённых пунктов.
| №  | Населённый пункт  | Тип                             | Население      | Муниципальное образование     |
| -- | ----------------- | ------------------------------- | -------------- | ----------------------------- |
| 1  | Алга              | посёлок                         | ↘13 (2015)     | Линейнинский сельсовет        |
| 2  | Барановка         | село                            | ↘665 (2014)    | Барановский сельсовет         |
| 3  | Барханы           | посёлок                         | ↗147 (2014)    | Прикаспийский сельсовет       |
| 4  | Биштюбинка        | село                            | ↗1137 (2014)   | Старокучергановский сельсовет |
| 5  | Буруны            | посёлок                         | ↗2178 (2014)   | Астраханский сельсовет        |
| 6  | Верхнелебяжье     | село                            | ↗374 (2014)    | Волжский сельсовет            |
| 7  | Волжское          | село                            | →3279 (2021)   | Волжский сельсовет            |
| 8  | Геологический     | посёлок                         | ↘1050 (2010)   | Солянский сельсовет           |
| 9  | Джурак            | посёлок                         | ↗236 (2014)    | Астраханский сельсовет        |
| 10 | Дрофиный          | посёлок                         | ↘134 (2014)    | Прикаспийский сельсовет       |
| 11 | Караагаш          | посёлок                         | ↗263 (2014)    | Ахматовский сельсовет         |
| 12 | Ковыльный         | посёлок                         | ↗80 (2014)     | Прикаспийский сельсовет       |
| 13 | Краснопесчаный    | посёлок                         | →56 (2014)     | Волжский сельсовет            |
| 14 | Курченко          | село                            | ↘421 (2014)    | Линейнинский сельсовет        |
| 15 | Линейная          | посёлок железнодорожной станции | ↗620 (2015)    | Линейнинский сельсовет        |
| 16 | Линейное          | село                            | ↗871 (2015)    | Линейнинский сельсовет        |
| 17 | Межозёрный        | посёлок                         | →4 (2014)      | Старокучергановский сельсовет |
| 18 | Мирный            | посёлок                         | ↗584 (2014)    | Солянский сельсовет           |
| 19 | Нариманов         | город, административный центр   | ↗11 104 (2021) | город Нариманов               |
| 20 | Наримановский     | посёлок                         |                | Рассветский сельсовет         |
| 21 | Нижнелебяжье      | село                            | ↗234 (2014)    | Разночиновский сельсовет      |
| 22 | Николаевка        | село                            | ↘1378 (2021)   | Николаевский сельсовет        |
| 23 | Ницан             | посёлок                         | ↗126 (2014)    | Астраханский сельсовет        |
| 24 | Новокучергановка  | село                            | ↘502 (2014)    | Старокучергановский сельсовет |
| 25 | Остров Долгий     | посёлок                         | →18 (2014)     | Рассветский сельсовет         |
| 26 | Петропавловка     | село                            | ↘368 (2014)    | Барановский сельсовет         |
| 27 | Полынный          | посёлок                         | ↗117 (2014)    | Солянский сельсовет           |
| 28 | Пригородный       | посёлок                         | ↗914 (2014)    | Солянский сельсовет           |
| 29 | Прикаспийский     | посёлок                         | ↘1587 (2014)   | Прикаспийский сельсовет       |
| 30 | Разночиновка      | село                            | ↘1594 (2014)   | Разночиновский сельсовет      |
| 31 | Разъезд 2         | населённый пункт                | ↗145 (2014)    | Астраханский сельсовет        |
| 32 | Разъезд 3         | населённый пункт                | ↗16 (2014)     | Астраханский сельсовет        |
| 33 | Рассвет           | село                            | ↗1396 (2014)   | Рассветский сельсовет         |
| 34 | Рычанский         | посёлок                         | ↗287 (2014)    | Ахматовский сельсовет         |
| 35 | Сайгачный         | посёлок                         | ↘193 (2014)    | Астраханский сельсовет        |
| 36 | Сенной            | посёлок                         | ↘134 (2014)    | Ахматовский сельсовет         |
| 37 | Солёный           | посёлок                         | ↗88 (2014)     | Прикаспийский сельсовет       |
| 38 | Солянка           | село                            | ↗5995 (2021)   | Солянский сельсовет           |
| 39 | Старокучергановка | село                            | ↗6833 (2021)   | Старокучергановский сельсовет |
| 40 | Тинаки            | посёлок                         | ↗106 (2014)    | Солянский сельсовет           |
| 41 | Тинаки 2-е        | посёлок                         | ↘454 (2014)    | Рассветский сельсовет         |
| 42 | Трусово           | посёлок                         | ↗1738 (2014)   | Старокучергановский сельсовет |
| 43 | Тулата            | посёлок                         | →53 (2014)     | Солянский сельсовет           |
| 44 | Тулугановка       | село                            | ↘482 (2014)    | Ахматовский сельсовет         |
| 45 | Туркменка         | село                            | ↘420 (2015)    | Линейнинский сельсовет        |
| 46 | Янго-Аскер        | село                            | ↗243 (2014)    | Линейнинский сельсовет        |

В 2015 году образован посёлок Наримановский в составе Рассветского сельсовета.

## Экономика
В районе расположен судостроительный завод «Лотос», производящий блок-модули верхних строений плавучих буровых установок.